# قافية

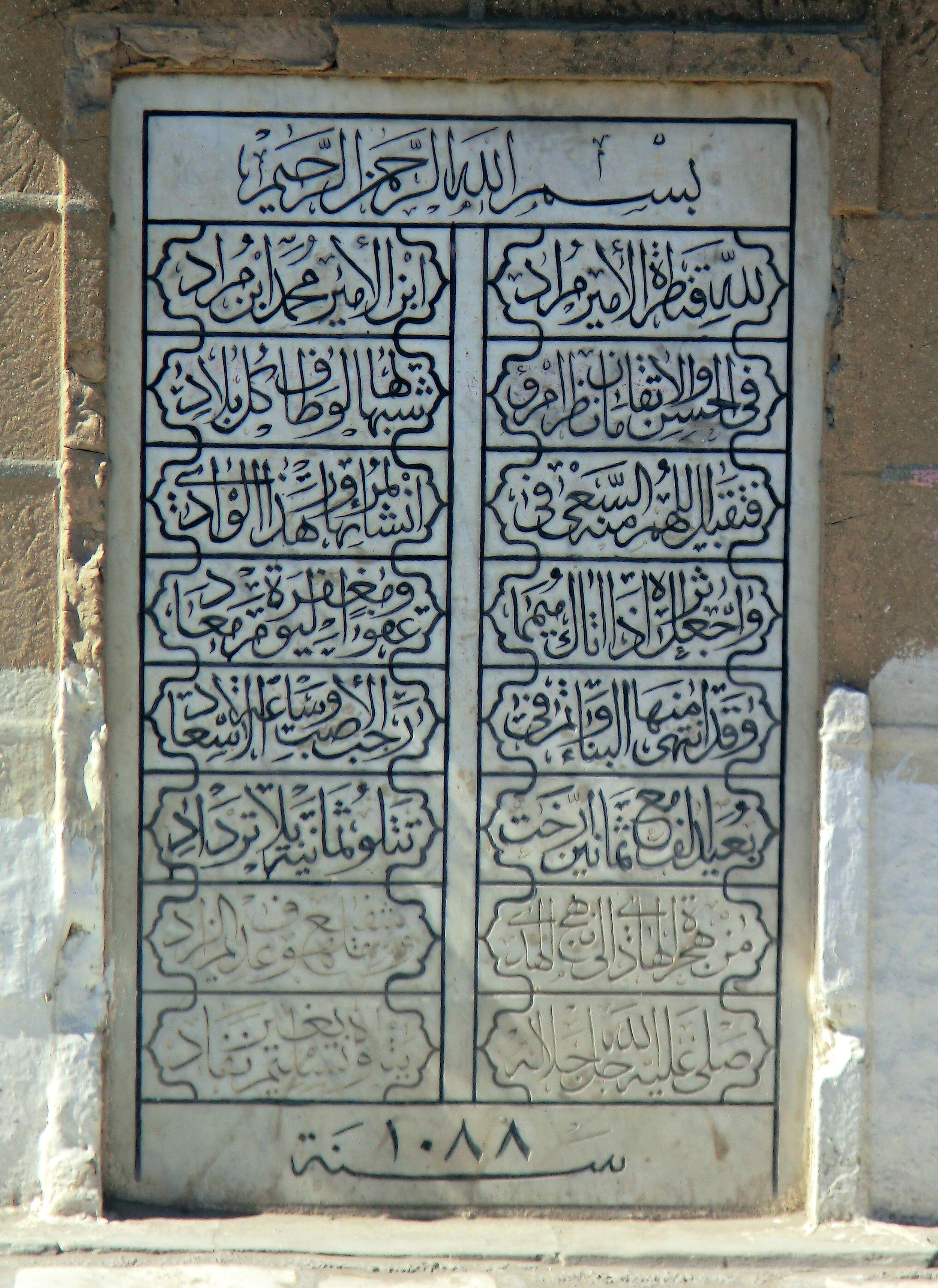
قصيدة على جدارية بمدينة مجاز الباب (تونس)، بها قافية «ـاد»

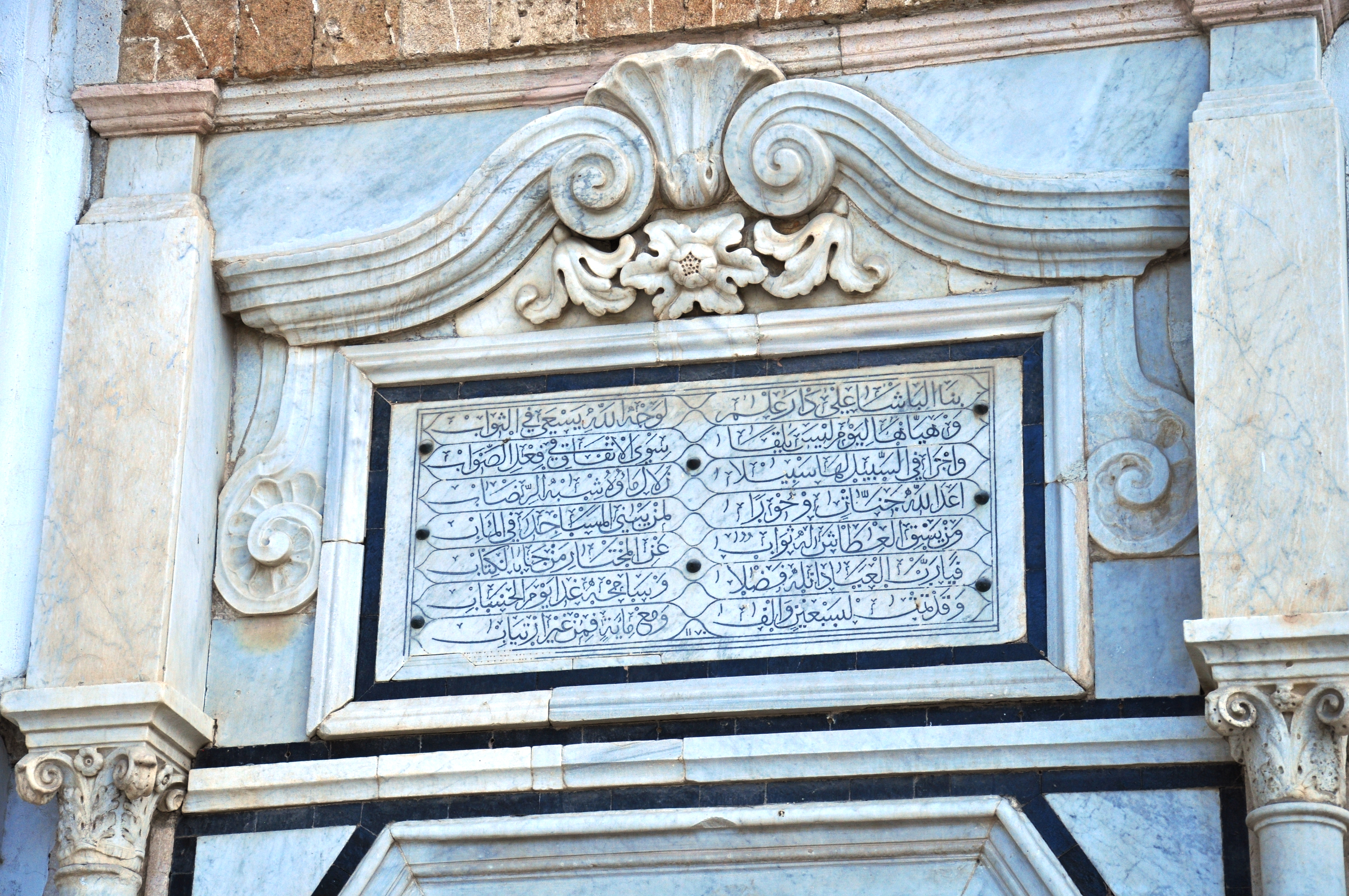
قصيدة على جدارية في مدرسة الباشا بمدينة تونس، بها قافية «ـابْ»

القافية في اللغة: مؤخر العنق ــ وفي اصطلاح العروضيين هي آخر البيت، سواء أكانت الكلمة الأخيرة منه على زعم ((الأخفش)) كلفظة (موعد) في قول زهير:
أو كما قال الخليل بن أحمد : هي من آخر ساكن في البيت، إلى أقرب ساكن يليه مع المتحرك الذي قبله. وعليه تكون القافية.
وتنقسم إلى قسمين: مطلقة ومقيدة.
تقوم القافية بدور أساسي في الشعر العربي. والقافية قرينة «الوزن» في هذا الدور، ولكنّ وضوحها السمعيّ، وبروزها الصوتي جعل منها ملمحًا كاشفًا، ومعلمًا دالاًّ بحيث تطلق القافية ويراد بها القصيدة، أو القوافي ويراد بها الشعر.
لقد أولى القدماء القافية عناية كبيرة تعدّل عنايتهم بالوزن. والوزن والقافية أظهر العناصر المكوّنة للشعر، وهما يمثّلان الجانب الموسيقي الواضح فيه.
إنَّ مصطلح «القافية» مصطلح قديم، يرتبط بالشعر منذ عرفته العربية؛ لأنَّ القافية أوضح ما في البيت الشعري، وعندها ينتهي، وتتركّز فيها العناية. وإذا كان «البيت» عددًا متساويًا من المقاطع الصوتيّة المنظّمة بطريقة مخصوصة بحيث يتساوى كلّ بيت في القصيدة مع الآخر، فإنّ القافية تشتمل على «المقطع المتّحد» في القصيدة كلّها في أواخر الأبيات.

أقسام البيت الشعري

## حروف القافية في الشعر العربي
حروف القافية: هي حروف ستة
الروي
وهو أهم حروف القافية لأن القصيدة تبني عليه أو تروى به القصيدة فقد تكون القصيدة دالية أو ميمية أي كل الحروف العربية ماعدا حروف العلة والهاء والتنوين.
الردف
وهو حرف مد ياتي قبل الروي ويكون الف أو واو أو ياء.مثل احسن إلى الناس تستعبد قلوبهم
فطالما استعبد الإنسان احسان
حرف الردف هو الألف
التأسيس
وهي الف مد يفصل بينها وبين الروي حرف واحد متحرك.
الوصل
وهو الحرف الذي يلي الروي مباشرة وقد يكون ناتجا من حركة اشباع الروي كالواو من الضمة والياء من الكسرة والألف من الفتحة أو الهاء.
الخروج
وهو حرف ناتج عن اشباع حركتها.ياتي بعد هاء الوصل
الدخيل
ألف بينها وبين الروي حرف متحرك يقع بين الف التاسيس والروي
وقد جمعت هذه الحروف في أبيات عدة فممن جمعها ابن الحاجب فقال:
وجمعها شعبان الآثاري بقوله:
ملاحظة: يستحيل ان تجتمع الحروف كلها في قافية واحدة لأن الردف وألف التأسيس لا يلتقيان.

## عيوب القافية الشعرية
القافية الشعرية هي الحروف الواقعة بين آخر حرف في البيت وأول حرف متحرك قبل الساكنين مع الحرف الأخير في البيت.
وعيوبها على نوعين:
- أحدهما: يلاحِظُ الرويَّ وحركته المجرى.[5]
- والآخر: يلاحظ ما قبل الروي من الحروف والحركات، ويسمى السِّناد.[5]

فعيوب الرويِّ ستة: الإكْفاء، والإجازة (وهما يقعان في الروي)، والإقْواء، والإصراف (وهما يختصان بالمجرى)، والإيطاء والتضمين (وهما ملحقان بهذه العيوب).
- الإكْفاء: هو أن يُؤتَى في البيتين من القصيدة بروي مُتجانِس في المخرج لا في اللفظ، نحو «شارح – وشارخ» أو «فارس – وقارص».[5]
- الإجازة: هي الجمع بين رويَّين مختلفين في المخرج، نحو «عبيدُ وعريقُ» أو «شاربُ – وقاتلُ».[5]
- الإقواء: هو تحريك المجرى بحركتين مختلفتين غير متباعدتين، مثل الكسرة والضمة في قولك «فوارسِ – ومدارسُ».[5]
- الإصراف: هو الجمع بين حركتين مختلفتين متباعدتين، كالفتحة والضمة في قولك: «قدرُ – وعبرا»، والفتحة والكسرة في قولك: «رداءَ – وبناءِ».[5]
- الإيطاء: هو إعادة اللفظة ذاتها بلفظها ومعناها، وإنما يجوز بمعنى مختلف نحو «إنسان» للرجل، ولناظر العين، وأجازوا إعادة اللفظة ذاتها بمعناها بعد سبعة أبيات.[5]
- التضمين: هو تعلق ما فيه قافية بأخرى، وهو قبيح إن كان مما لا يتم الكلام بدونه، ومقبول إذا كان فيه بعض المعنى لكنه يُفسَّر بما بعده.[5] ومن التضمين المستهجن قول النابغة في مديح قوم:

فعلق لفظة «إني» بالبيت الثاني، وهو مردود.